# Romanian Carpathian Shepherd Dog
Il Romanian Carpathian Shepherd Dog o  Carpathian Shepherd Dog o Ciobănesc Românesc Carpatin o  Zăvod  (vecchio nome) è un cane da pastore originario della regione dei monti Carpazi in Romania.

## Storia
Il cane da pastore è utilizzato dai pastori romeni da secoli per difendere le mandrie e al tempo stesso come cane da guardia;
esso è stato selezionato nella zona Carpato-Danubiana. Nei secoli i criteri principali per la sua selezione è di tipo funzionale così questa razza è riuscita ad essere preservata intatta nelle sue caratteristiche fino ai giorni nostri.
Alfred Edmund Brehm (1829-1885) ne "La vita degli animali" scrisse su questi cani. I primi dati scritti riguardanti il cane da pastore dei Carpazi sono stati riportati nel Magazine Veterinaria, anno XV, n ° 2.
Nel marzo 1998, un gruppo di tifosi del cane pastore dei Carpazi fondò il Club Cane da pastrore dei Carpazi. Il club fu poi ribattezzato Club Nazionale Allevatori del Cane Pastore dei Carpazi che ha sede a Rucăr, nel Distretto di Argeş.
Nel marzo 2003, a Bistrița, vi è stata un'importante conferenza degli allevatori coinvolti nella razze romene. Il 6 luglio 2005 a Buenos Aires, è stata approvata provvisoriamente l'omologazione del cane pastore dei Carpazi.
Si teorizza anche se non è dimostrata la cosa che il cane pastore dei Carpazi abbia origine, insieme ai pastori russi ed altre razze simili, da un progenitore vissuto circa 9.000 anni fa in Mesopotamia parallelamente alla prima domesticazione degli ovini e caprini.

## Carattere
Esso è un guardiano naturalmente coraggioso, capace di difendere il gregge da lupi e orsi, e si distingue per il suo attaccamento istintivo e incondizionato al gregge e il suo padrone. È un cane dal portamento fiero, calmo ed emotivamente stabile.
Ha un pelo che raramente ha bisogno di essere strigliato per eliminare nodi, è un cane che necessita di uno spazio adeguato. Esso è facilmente addestrabile con maniere non forti, ed è uno dei pochi cani che non evidenziano problemi di salute particolari essendo una razza molto rustica.
È un buon cane da guardia per le greggi e per la casa, ed è anche un cane da compagnia che ama giocare con i bambini.